# Leprechaunizm
Leprechaunizm, zespół Donohue, krasnoludkowatość (ang. Donohue syndrome, leprechaunism) – rzadka, genetycznie uwarunkowana choroba o dziedziczeniu autosomalnym recesywnym. U podłoża tego schorzenia leży mutacja genu dla receptora insulinowego (INSR) na krótkim ramieniu chromosomu 19, co prowadzi do zmiany jego funkcji receptora i najcięższej postaci insulinoooporności.
Po raz pierwszy rozpoznany w 1948 roku przez amerykańskiego lekarza W.L. Donohue.

## Objawy choroby
Cechy somatyczne stwierdzane u dzieci:
- szarawe zabarwienie i nadmierne owłosienie skóry
- rysy twarzy przypominające elfa
  - duże, szeroko rozstawione gałki oczne
  - siodełkowaty nos o szerokich nozdrzach
  - wydatne usta
  - duże, nisko osadzone małżowiny uszne

Zaburzenia metaboliczne:
- hiperinsulinemia i związane z nią przerost mięśnia sercowego, wątroby, śledziony i jajników
- powiększenie zewnętrznych narządów płciowych
- hipoglikemia
- zaburzenia gospodarki wapniowo-fosforanowej

Inne charakterystyczne cechy:
- ciężkie zaburzenia wzrostu wewnątrzmacicznego i po urodzeniu
- duża umieralność w okresie niemowlęcym i we wczesnym dzieciństwie